# Оміртаєв Оралхан Єргалієвич
Оралхан Єргалієвич Оміртаєв (каз. Оралхан Ерғалиұлы Өміртаев, нар. 16 липня 1998, Караганда) — казахський футболіст, нападник клубу «Шахтар» (Караганда).
Грав за національну збірну Казахстану.

## Клубна кар'єра
У дорослому футболі дебютував 2015 року виступами за команду «Шахтар» (Караганда), в якій провів п'ять сезонів, взявши участь у 70 матчах чемпіонату. 
На початку 2020 року перейшов до костанайського «Тобола», до складу якого приєднався 2020 року. У новій команді не зміг стати гравцем основного складу і влітку 2021 року повернувся до карагандинського «Шахтаря».

## Виступи за збірні
2014 року дебютував у складі юнацької збірної Казахстану (U-17), загалом на юнацькому рівні взяв участь в 11 іграх.
Протягом 2017–2020 років залучався до складу молодіжної збірної Казахстану. На молодіжному рівні зіграв у 15 офіційних матчах, забив 5 голів.
2018 року дебютував в офіційних матчах у складі національної збірної Казахстану.

## Досягнення
- Володар Суперкубку Казахстану (1): 2021